# سباق الزمن لنخبة الرجال في بطولة أوروبا للدراجات 2021
سباق الزمن لنخبة الرجال في بطولة أوروبا للدراجات 2021 (بالإيطالية: Campionati europei di ciclismo su strada 2021 - Cronometro maschile Elite)‏ هو سباق دراجات هوائية، وهو الموسم السادس من سباق الزمن لنخبة الرجال - بطولة أوروبا للدراجات ‏، وأقيم في 9 سبتمبر 2021 ضمن سباقات بطولة أوروبا للدراجات 2021، وشارك فيه  39 متسابقاً.
فاز بالمركز الأول ستيفان كونغ، وفاز بالمركز الثاني فيليبو غانا، وفاز بالمركز الثالث رمكو أفينبول.

## الفرق
| فرق وطنية (26)- فريق سويسرا لركوب الدراجات 2021 ‏ - فريق فرنسا لركوب الدراجات للرجال 2021 ‏ - فريق بلجيكا لركوب الدراجات للرجال 2021 ‏ - فريق إيطاليا لركوب الدراجات للرجال 2021 ‏ - فريق سلوفينيا لركوب الدراجات للرجال 2021‏ - فريق ألمانيا لركوب الدراجات للرجال 2021‏ - فريق جمهورية أيرلندا لركوب الدراجات للرجال 2021‏ - فريق التشيك لركوب الدراجات للرجال 2021‏ - فريق البرتغال لركوب الدراجات للرجال 2021 ‏ - فريق روسيا لركوب الدراجات 2021 ‏ - فريق ليتوانيا لركوب الدراجات للرجال 2021‏ - فريق قبرص لسباق الدراجات للرجال 2021‏ - فريق أوكرانيا لسباق الدراجات على الطريق للرجال 2021‏ - فريق بولندا لركوب الدراجات 2021 ‏ - فريق سلوفاكيا لركوب الدراجات 2021‏ - فريق مقدونيا الشمالية لسباق الدراجات للرجال‏ - فريق الدنمارك لركوب الدراجات للرجال 2021 ‏ - فريق المجر لركوب الدراجات للرجال 2021‏ - فريق هولندا لركوب الدراجات للرجال 2021 ‏ - فريق النمسا لركوب الدراجات للرجال 2021‏ - فريق بلغاريا لركوب الدراجات للرجال‏ - فريق فنلندا لركوب الدراجات للرجال 2021‏ - فريق آيسلندا لسباق الدراجات للرجال‏ - فريق إسرائيل لسباق الدراجات على الطريق للرجال‏ - فريق لوكسمبورغ لركوب الدراجات‏ - فريق صربيا لركوب الدراجات للرجال 2021‏ |  |
| |  |

## المشاركون
| المشاركين | المشاركين            | المشاركين                                           | المشاركين | المشاركين |
| #         | الدراج               | الفريق                                              | المرتبة   |           |
| --------- | -------------------- | --------------------------------------------------- | --------- | --------- |
| 1         | ستيفان كونغ          | فريق سويسرا لركوب الدراجات 2021 ‏                    | 1         |           |
| 2         | ريمي كافانيا         | فريق فرنسا لركوب الدراجات للرجال 2021 ‏              | 9         |           |
| 3         | رمكو أفينبول         | فريق بلجيكا لركوب الدراجات للرجال 2021 ‏             | 3         |           |
| 4         | فيليبو غانا          | فريق إيطاليا لركوب الدراجات للرجال 2021 ‏            | 2         |           |
| 5         | تادي بوجار           | فريق سلوفينيا لركوب الدراجات للرجال 2021‏            | 12        |           |
| 6         | ماكس والشيد          | فريق ألمانيا لركوب الدراجات للرجال 2021‏             | 5         |           |
| 7         | ريان مولين           | فريق جمهورية أيرلندا لركوب الدراجات للرجال 2021‏     | 18        |           |
| 8         | جان بارتا            | فريق التشيك لركوب الدراجات للرجال 2021‏              | 17        |           |
| 9         | جواو ألميدا          | فريق البرتغال لركوب الدراجات للرجال 2021 ‏           | 10        |           |
| 10        | Artem Nych ‏          | فريق روسيا لركوب الدراجات 2021 ‏                     | 19        |           |
| 11        | افالداس سيسكفهيوس    | فريق ليتوانيا لركوب الدراجات للرجال 2021‏            | 39        |           |
| 12        | Andreas Miltiadis ‏   | فريق قبرص لسباق الدراجات للرجال 2021‏                | 25        |           |
| 13        | Mykhaylo Kononenko ‏  | فريق أوكرانيا لسباق الدراجات على الطريق للرجال 2021‏ | 27        |           |
| 14        | ماسيج بودنار         | فريق بولندا لركوب الدراجات 2021 ‏                    | 8         |           |
| 15        | Ronald Kuba ‏         | فريق سلوفاكيا لركوب الدراجات 2021‏                   | 38        |           |
| 16        | Andrej Petrovski ‏    | فريق مقدونيا الشمالية لسباق الدراجات للرجال‏         | 33        |           |
| 17        | ميكيل بيرج           | فريق الدنمارك لركوب الدراجات للرجال 2021 ‏           | 21        |           |
| 18        | Barnabás Peák ‏       | فريق المجر لركوب الدراجات للرجال 2021‏               | 23        |           |
| 19        | جوس فان امدن         | فريق هولندا لركوب الدراجات للرجال 2021 ‏             | 11        |           |
| 20        | Felix Ritzinger ‏     | فريق النمسا لركوب الدراجات للرجال 2021‏              | 20        |           |
| 21        | Spas Gyurov ‏         | فريق بلغاريا لركوب الدراجات للرجال‏                  | 35        |           |
| 22        | Ukko Peltonen ‏       | فريق فنلندا لركوب الدراجات للرجال 2021‏              | 32        |           |
| 23        | Ingvar Ómarsson ‏     | فريق آيسلندا لسباق الدراجات للرجال‏                  | 37        |           |
| 24        | Omer Goldstein ‏      | فريق إسرائيل لسباق الدراجات على الطريق للرجال‏       | 30        |           |
| 25        | ميشيل رييس           | فريق لوكسمبورغ لركوب الدراجات‏                       | 34        |           |
| 26        | Ognjen Ilić ‏         | فريق صربيا لركوب الدراجات للرجال 2021‏               | 22        |           |
| 27        | Stefan Bissegger ‏    | فريق سويسرا لركوب الدراجات 2021 ‏                    | 4         |           |
| 28        | برونو أرميريل        | فريق فرنسا لركوب الدراجات للرجال 2021 ‏              | 15        |           |
| 29        | Rune Herregodts ‏     | فريق بلجيكا لركوب الدراجات للرجال 2021 ‏             | 13        |           |
| 30        | Edoardo Affini ‏      | فريق إيطاليا لركوب الدراجات للرجال 2021 ‏            | 6         |           |
| 31        | ميغيل هايدمان ‏       | فريق ألمانيا لركوب الدراجات للرجال 2021‏             | 16        |           |
| 32        | Conn McDunphy ‏       | فريق جمهورية أيرلندا لركوب الدراجات للرجال 2021‏     | 29        |           |
| 33        | رافاييل ريس          | فريق البرتغال لركوب الدراجات للرجال 2021 ‏           | 14        |           |
| 34        | أرتيوم أوفتشكين      | فريق روسيا لركوب الدراجات 2021 ‏                     | 26        |           |
| 35        | Venantas Lašinis ‏    | فريق ليتوانيا لركوب الدراجات للرجال 2021‏            | 36        |           |
| 36        | Oleksandr Golovash ‏  | فريق أوكرانيا لسباق الدراجات على الطريق للرجال 2021‏ | 31        |           |
| 37        | كاسبر أصغرين         | فريق الدنمارك لركوب الدراجات للرجال 2021 ‏           | 7         |           |
| 38        | János Pelikán ‏       | فريق المجر لركوب الدراجات للرجال 2021‏               | 28        |           |
| 39        | Julius van den Berg ‏ | فريق هولندا لركوب الدراجات للرجال 2021 ‏             | 24        |           |

## التصنيف العام النهائي
| التصنيف العام         | التصنيف العام     | التصنيف العام                             | التصنيف العام | التصنيف العام |
| العداء                | العداء            | الفريق                                    | الوقت         |               |
| --------------------- | ----------------- | ----------------------------------------- | ------------- | ------------- |
| 1                     | ستيفان كونغ       | فريق سويسرا لركوب الدراجات 2021 ‏          | 24 د 29 ث     |               |
| 2                     | فيليبو غانا       | فريق إيطاليا لركوب الدراجات للرجال 2021 ‏  | + 8 ث         |               |
| 3                     | رمكو أفينبول      | فريق بلجيكا لركوب الدراجات للرجال 2021 ‏   | + 15 ث        |               |
| 4                     | Stefan Bissegger ‏ | فريق سويسرا لركوب الدراجات 2021 ‏          | + 23 ث        |               |
| 5                     | ماكس والشيد       | فريق ألمانيا لركوب الدراجات للرجال 2021 ‏  | + 38 ث        |               |
| 6                     | Edoardo Affini ‏   | فريق إيطاليا لركوب الدراجات للرجال 2021 ‏  | + 39 ث        |               |
| 7                     | كاسبر أصغرين      | فريق الدنمارك لركوب الدراجات للرجال 2021 ‏ | + 52 ث        |               |
| 8                     | ماسيج بودنار      | فريق بولندا لركوب الدراجات 2021 ‏          | + 1 د 04 ث    |               |
| 9                     | ريمي كافانيا      | فريق فرنسا لركوب الدراجات للرجال 2021 ‏    | + 1 د 06 ث    |               |
| 10                    | جواو ألميدا       | فريق البرتغال لركوب الدراجات للرجال 2021 ‏ | + 1 د 17 ث    |               |
|                       |                   |                                           |               |               |
| مصدر: ProCyclingStats |                   |                                           |               |               |

## وصلات خارجية
- لمحة عن سباق سباق الزمن لنخبة الرجال في بطولة أوروبا للدراجات 2021 على موقع  ProCyclingStats   (برو  سايكلنج  ستاتس) - إحصاءات  محترفي  الدراجات.
- سباق الزمن لنخبة الرجال في بطولة أوروبا للدراجات 2021 على موقع إحصائيات الدراجات الإحترافية (الإنجليزية)